# بيغونيتسي

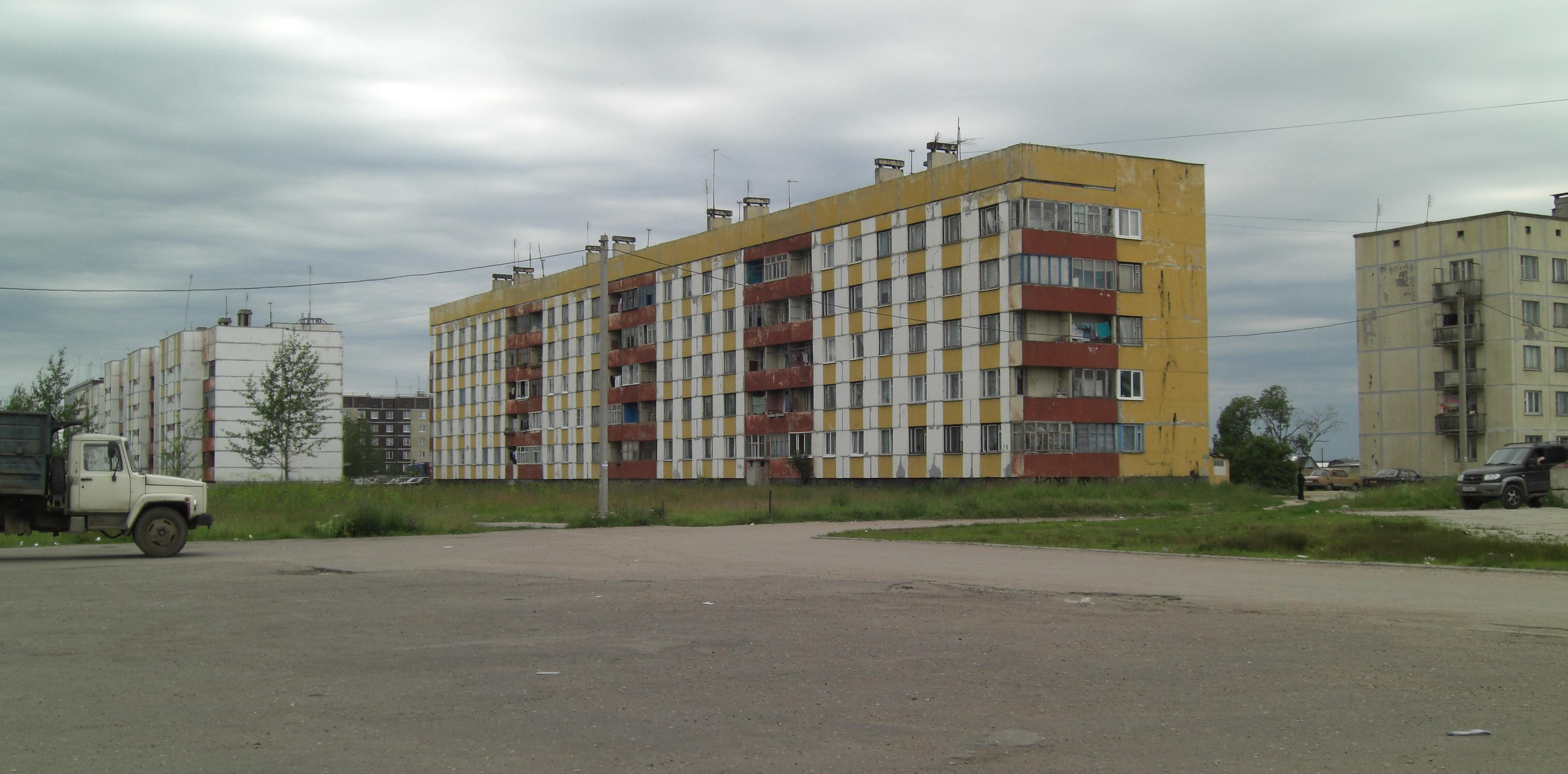
صورة للقرية

بيغونيتسي (بالروسية: Бегуницы) هي مدينة في مقاطعة لينينغراد أوبلاست في روسيا.
يبلغ عدد سكانها حوالي 3502 نسمة.